# Daniel Conceicao Silva
Daniel Conceicao Silva (født 10. oktober 1970) er en tidligere brasiliansk fodboldspiller.
Han har spillet for flere forskellige klubber i sin karriere, herunder Kyoto Purple Sanga og Vissel Kobe.